# 梁端 (明朝宦官)
梁端（1450年—1518年），字玄中，安南国谅江府平河县人，明朝成化时期的南京司礼监左监丞，擅长抚琴及各调音韵诗词，尤其精通算数。

## 生平
永乐四年（1406年），出生。永乐年间，明朝军队南下攻打安南，被俘获。永乐十八年（1420年），侍奉明成祖朱棣，随赴京师。洪熙元年（1425年），选入内书堂读书。宣德二年（1427年），选入司礼监。正统年间，京师营建奉天殿等，奉命总掌书算，核对钱粮、文武官员及匠作银两、钞锭、彩段等物。
天顺元年（1457年），遇斋戒期，梁端在武英殿等地侍奉明英宗朱祁镇抚琴与音韵诗词演奏。天顺三年（1459年），奉命前往广东等处采取珍珠。天顺五年（1461年），防护盗贼，奉命镇守珠池。天顺六年（1462年），广西流贼攻破城池，幸遇广西右参将都督孙麒相救。不久，奉敕回南京休养。成化四年（1468年），升任南京司礼监奉御。成化十五年（1479年），加升南京司礼监左监丞，职掌南京内府宪章。
弘治七年（1494年），去世，享年90岁。墓碑出土于江苏省南京市。